# Подгориця (станція)
Подгориця (чорн. Жељезничка станица Подгорица, трансліт. Željeznička stanica Podgorica) — залізнична станція в столиці Чорногорії Подгориця.

## Історія
Перша залізнична станція в Подгориці була побудована в 1927 році біля годинникової вежі в частині міста Стара Варош (Старе місто), приблизно 0,8 км від нинішнього вокзалу. Нинішній вокзал був побудований після Другої світової війни та поступово модернізувався до нинішнього вигляду і пропускної здатності аж до 1970-х років.
Це єдина залізнична станція, розташована в Подгориці, і слугує вузловим пунктом для залізниць Чорногорії. Залізниця Белград — Бар сходиться з лінією на Нікшич і лінією на Шкодер на станції. Станція є наскрізною і розташована на магістральній лінії, що перетинає Подгорицю в напрямку північ-південь.
Будівля вокзалу не планувалася як постійна пасажирська станція, а скоріше як адміністративно-контрольний центр для чорногорської залізничної системи. Пасажирський термінал мав бути побудований як окрема будівля. Однак, через брак коштів, нинішня будівля все ще слугує тимчасовим пасажирським терміналом. Таким чином, зал очікування, ресторан, квиткові каси та торгові об'єкти мають недостатню місткість, а якість обслуговування є низькою порівняно з головними вокзалами міст подібного розміру.
Для пасажирських перевезень є три колії, які обслуговуються однією бічною платформою, що прилягає до будівлі вокзалу, та однією острівною платформою, між якими є пішохідний перехід. Територія далі від будівлі вокзалу зайнята найбільшою залізничною станцією в Чорногорії, де розташовані численні сервісні, ремонтні, вантажні та інші об'єкти, що використовуються різними чорногорськими залізничними компаніями. Велика територія навколо вокзалу, разом зі штаб-квартирою та оперативними службами, розташованими в будівлі вокзалу, складають серце залізничної системи Чорногорії.

## Послуги
Це одна з 52 запланованих зупинок на залізниці Белград — Бар і головний південний термінал (вантажні поїзди продовжують рух на південь до порту). Станція обслуговується як Чорногорськими залізницями, так і Сербськими залізницями для регулярних сербсько-чорногорських маршрутів, проте в літній сезон вона також обслуговує Македонську залізницю (лінія Бар-Скоп'є) та Російську залізницю (лінія Бар-Москва)..